# هال هاموند
هال هاموند (بالإنجليزية: Hall Hammond)‏ هو قاضي ومحامي أمريكي، ولد في 18 مايو 1902، وتوفي في 27 نوفمبر 1991.